# Системна інтеграція
Систе́мна інтегра́ція в інженерії — це процес об'єднання різних компонентів або підсистем в одну єдину систему, забезпечуючи їх ефективну взаємодію. У галузі інформаційних технологій системна інтеграція є процесом об'єднання різних обчислювальних систем і програмних застосунків фізично або функціонально. Системна інтеграція полягає в розробці комплексних рішень, призначених для досягнення максимальної ефективності функціонування системи шляхом налагодження ефективної взаємодії її підсистем.
Системний інтегратор об'єднує окремі системи, використовуючи різноманітні методи, такі як з'єднання комп'ютерів у мережі, інтеграція корпоративних застосунків, управління бізнес-процесами, програмування тощо.

## Системна інтеграція в інформатиці
Інтеграція в інформатиці — сукупність дій для отримання комплексного вирішення низки інформаційних завдань з отриманням синергічного ефекту. Є декілька складових системної інтеграції у цій сфері:
- інтеграція програмних застосунків — діяльність, пов'язана із впровадженням спеціалізованих (галузевих) програмних рішень;
- інтеграція даних — діяльність, що має на меті оптимальну організацію бази даних, при якій реалізовано всі необхідні взаємозв'язки між елементами даних, але база не містить повторів і зайвих елементів (оскільки у міру використання бази даних вона має тенденцію розосереджуватись);
- мережна інтеграція — діяльність, пов'язана зі створенням локальних і глобальних мереж, структурованих кабельних систем, впровадження оптоволоконних технологій передачі даних тощо.

Системна інтеграція — діяльність, пов'язана зі встановленням та налагодженням операційних систем, баз даних, офісних застосунків, засобів зв'язку, структурованих кабельних систем і активних мережних пристроїв, пристроїв зберігання даних, підключення до Інтернету, контролю доступу, живлення, системи аварійної сигналізації тощо. 

### Системна інтеграція компонентів операційної системи
Яскравим прикладом системної інтеграції програмних компонентів є структура операційної системи. Операційна система містить ряд окремих функціональних компонентів, кожен з яких призначений для вирішення своєї групи завдань, але правильно налагоджена взаємодія між ними дозволяє ефективно використовувати апаратні можливості комп'ютера в цілому. Зокрема, операційна система Windows містить:
| - диспетчер ядра, - диспетчер процесів і потоків, - диспетчер віртуальної пам'яті, - підсистема вводу-виводу, - диспетчер кешу, | - диспетчер Plug and Play, - диспетчер електроживлення, - диспетчер конфігурації, - диспетчер об'єктів. |

### Інтеграція у роботі WEB-сайту
Сучасні WEB-сайти є результатом узгодженої роботи множини компонентів, інтеграція яких дозволяє створювати гнучкі та легко налагоджувані WEB-ресурси. В загальному випадку робота сайту може складатися з наступних компонентів:
- Сторінки сайту. В найпростішому випадку статичні сторінки можуть бути описані за допомогою мови html.
- Вебсервер приймає запити від клієнтів та надає їм відповіді у вигляді html-сторінок, потокових або інших даних. Найпоширенішими вебсерверами є Apache та IIS
- Програмний засіб для динамічного генерування сторінок. Ним може бути гіпертекстовий препроцесор PHP (для опрацювання сторінок, описаних за допомогою PHP) або платформа ASP.NET (для опрацювання сторінок, описаних засобами ASP.NET)
- База даних містить дані для сайту у вигляді послідовності структурованих записів.
- Система керування базами даних, яка забезпечує можливість створення, збереження, оновлення, пошук інформації та контролю доступу в базах даних.

У загальному випадку процес відображення сторінки для користувача виглядає таким чином. Користувач за допомогою вебоглядача робить запит до певної сторінки сайту. Запит надходить до вебсервера, який звертається до файлу, що містить код сторінки. У разі статичної сторінки у форматі HTML сервер одразу надсилає її користувачеві. Для динамічних сторінок вебсервер викликає відповідний програмний засіб (наприклад, PHP), який за необхідності (за допомогою СКБД) звертається до бази даних та формує кінцевий HTML-код. Після цього вебсервер надсилає кінцевий код сторінки клієнту, який за допомогою вебоглядача бачить його у виді сторінки сайту.

## Системна інтеграція на виробництві
Разом із розвитком суспільства прогресує й автоматизація різних аспектів життя. Одним з результатів є зменшення або вилучення фізичної та розумової праці людини у виробничій діяльності, що пов'язана з керуванням виробничими і, передусім, технологічними процесами. Для керування технологічним обладнанням та моніторингу перебігу процесів використовуються пристрої або набори пристроїв, що призначені для виконання конкретних завдань без втручання людини.
Виробництво, встановлення та інтеграція нових систем з наявними автоматизованими системами і інформаційними технологіями є предметом діяльності системних інтеграторів промислової автоматизації.

### Складові систем автоматики
Інтегратори систем промислової автоматики надають послуги з проєктування і встановлення систем та програмування обладнання для автоматизації технологічних процесів. Системи промислової автоматики включають:
- машини й апарати, що виробляють продукцію чи реалізують технологічні процеси: обладнання для складання і складальні лінії, обладнання міжопераційного транспортування, системи виробництва палет, системи пакування, преси, роботи тощо;
- контрольно-вимірювальне обладнання на технологічних машинах і апаратах (вимірювальна апаратура, задавачі, вимірювальні перетворювачі, показуючи засоби) та системи візуалізації перебігу технологічних процесів;
- виконавчі механізми: клапани, двигуни, приводи, засувки, насоси і насоси-дозатори;
- пристрої керування: програмовані логічні контролери, промислові комп'ютери, операторські панелі;
- програмне забезпечення для керування і візуалізації виробничих і промислових процесів: програмне забезпечення контролерів, HMI/SCADA, розподілених систем керування (DCS);
- засоби комунікації: промислові мережі, радіомодемний зв’язок, GPRS.

### Види послуг системної інтеграції
З точки зору впровадження промислової автоматизації як завершеного проєкту, можна виділити два основні його етапи:
- проєктування: може бути реалізованим спеціалізованими проєктними організаціями, хоча більшість інтеграторів створюють власні рішення, які потім впроваджують. Це випливає з того, що компанії, які виступають генеральними підрядниками, пропонують технологію і мають свої власні команди розробників і електриків чи механіків, що впроваджують ці проєкти. Таким шляхом створюються, як машини-автомати для виготовлення чи складання та виробничі лінії, а також інфраструктурні рішення (наприклад, для очищення стічних вод, теплопостачання чи котелень). Відділення процесу проєктування від впровадження є релевантним для випадку великих проєктів. Потім, з фінансових міркувань інвесторами, часто проводиться тендер чи конкурс для вибору виконавця, що надає можливість проєктанту бути залученим до впровадження розробки;

- впровадження — це поєднання у функціональну одиницю обладнання, програмного забезпечення та ліцензій. Вартість реалізації містить у собі вартість необхідного обладнання, програмного забезпечення, ліцензій та вартість послуги, як правило, принаймні рівної значенню необхідних закупок компонентів. Вартість послуги зазвичай містить у собі витрати на впровадження системи, роботу програмістів, консалтинг та навчання користувачів, технічну документацію, послуги впровадження та розробки застосунків. Від рішення інвестора залежить спосіб отримання рішення: «під ключ» (постачання обладнання і програмного забезпечення виконавцем) чи придбання складових компонентів системи самостійно.